# Sherlock Holmes, junior
Sherlock Holmes, junior (originaltitel Sherlock Jr.) er en amerikansk stumfilm fra 1924 instrueret af Buster Keaton.

## Medvirkende
- Buster Keaton som Sherlock Jr.
- Kathryn McGuire
- Joe Keaton
- Erwin Connelly
- Ward Crane
- Ford West som William Gillette